# Robert Simpson (athlète)
Pour les articles homonymes, voir Robert Simpson et Simpson.
Robert Ingalls Simpson (25 mai 1892 - 10 novembre 1974) est un coureur de haies américain et un entraîneur d'athlétisme. Simpson a établi lors de sa carrière plusieurs records du monde au 120 yards (ancêtre du 110 mètres haies). Il a aussi égalé le record du monde au 220 yard haies et a remporté deux médailles d'or aux Jeux interalliés de 1919 pendant la première guerre mondiale. Il a servi dans l'armée américaine pendant les deux guerres mondiales, atteignant le grade de major en 1944. Il a été entraîneur-chef d'athlétisme à l'Université du Missouri, puis à l'Université d'État de l'Iowa. Il est ensuite devenu entraineur en Hongrie. Il a également entraîné des athlètes de l'armée durant ses années à l'armée.

## Carrière sportive

### Début
Robert 'Bob' Simpson a grandi dans la ferme de sa famille à Bosworth, Missouri. Il est l'aîné de trois frères et fait partie d'une famille qui a toujours pratiqué d'athlétisme : ses plus jeunes frères John Simpson et Chauncey Simpson, ainsi que son cousin, William Sylvester on pratiqué l'athlétisme à haut niveau,,,. Simpson est devenu un athlète à la Bosworth High School, mais pas encore sur les haies : Il commence et excelle au saut en longueur et au saut en hauteur, ainsi qu'aux sprints,,. Il a aussi joué dans les équipes de baseball et de basketball de son école.
Après avoir obtenu son diplôme d'études secondaires en 1913, Simpson entre à l'Université du Missouri, où il est entraîné par Henry F. Schulte. Son entraineur Schulte l'initie aux haies lors de sa première année,. C'est ainsi que le 120 yards haies et le 220 yards haies sont rapidement devenues ses principales épreuves, bien qu'il ait continué à concourir au sprint et au saut en longueur. En plus de sa vitesse, c'est avec sa technique de saut de haies efficace et originale qu'il a développée avec Schulte qu'il se fait connaître,,. Sa technique se base sur le fait de garder ses bras alignés avec la piste tout en sautant par-dessus une haie, en opposition à l'action latérale des bras des autres coureurs de haies de l'époque,. À l'époque, seules les courses sans obstacles renversés pouvaient être officiellement ratifiées comme records et sa technique permettait de minimiser les marges par lesquelles il franchissait les obstacles tout en ne renversant que très rarement les haies,.

### 1915
La première grande course de Simpson dans la discipline du 120 yards haies a lieu aux Penn Relays en avril 1915,. Encore peu connu en dehors du Missouri où il est né, Rob Simpson fait face à Fred W. Kelly, champion olympique en titre de 1912 et détenteur du record du monde en 15,0 secondes,. Simpson se fait battre de quelques centimètres par Kelly,. Lors d'une autre course de la Missouri Valley Conference fin mai, Simpson remporte le 120 yards haies en 15,0 secondes, égalant le record du monde. Pendant cette compétition, il remporte également le 220 yards haies et le saut en longueur,. La semaine suivante, il fait un doublé des haies lors de la rencontre de la Conférence Ouest, avec à nouveau 15,0 secondes aux 120 yards haies, et un record de la compétition avec 24,6 secondes aux 220 yards haies,. Aux championnats nationaux de 1915, Simpson se classe quatrième au 120 yards haies et franchi la ligne d'arrivée à la troisième place au 220 yards haies, derrière Kelly et Feg Murray. Cependant, Kelly est disqualifié pour avoir renversé quatre obstacles (trois étant la limite à l'époque), classant Simpson deuxième,,.

### 1916
Simpson atteint son apogée en 1916,. Il remporte le 120 yards haies aux Penn Relays de 1916, égalant à nouveau le record du monde de Kelly en 15,0 secondes, sur piste en herbe,. Il bat ensuite le record du monde du lors d'une double rencontre contre l'État de l'Iowa le 6 mai, en courant en 14,8 secondes; Lors de cette rencontre, il remporte également le 220 yards haies, le 100 m et le saut en longueur,. La semaine suivante, Simpson égale son record dans une autre double rencontre. Il remporte aussi quatre épreuves supplémentaires, avec un saut en longueur à 7.18 m instaurant un nouveau record de la vallée du Missouri,,. Le 13 mai Earl Thomson, un Canadien-Américain, vainc Simpson et Kelly dans une course de Stanford et a égale le nouveau record de Simpson à 14,8 secondes,.
Simpson reprend seul le record du monde deux semaines plus tard lors des championnats de la Missouri Valley Conference de 1916, organisés par le Missouri : Il remporte le 120 yards haies en 14,6 secondes, améliorant son propre record du monde d'un autre cinquième de seconde, égale le record du monde d'Alvin Kraenzlein de 23,6 secondes au 220 yards haies et gagne le saut en longueur,,. Des doutes sont relevés quant à la validité de ce nouveau record, car bien que le nombre requis d'horloges l'ait chronométré en 14,6 ou plus vite, une horloge à mesuré 15,0 secondes. La semaine suivante, Simpson supprime tous les doutes et remporte un autre doublé d'obstacles lors de la réunion de la Conférence Ouest en exécutant à nouveau 14,6 secondes au 120 yards haies,,,.
En Septembre, les championnats nationaux des États-Unis de 1916 ont eu lieu à Newark ,. Rob Simpson affronte Thomson, Kelly et Murray, et a gagne le 120 yards (109,72 m) en 14,8 secondes, record de la compétition,. Cette course a été appelée avant et après la compétition la « plus grande course d'obstacles de l'histoire », bien que le New York Times ait écrit qu'elle « n'a pas produit la sensation que tout le monde attendait » en raison de la victoire confortable de Simpson : il n'a jamais été dépassé durant les qualifications et a battu Kelly d'environ deux mètres,,,. À l'automne, Simpson fait une tournée en Scandinavie avec quatre autres athlètes américains, dont Murray,. À Stockholm, il remporte le 110 mètres haies, discipline à l'époque légèrement différente du 120 yard haies, en 14,8 secondes, s'adjugeant un record du monde ,. Cependant, la Fédération internationale d'athlétisme amateur ne l'a jamais ratifié comme tel.
À la fin de l'année, Simpson a couru sept fois en deçà de l'ancien record du monde de Kelly de 15,0 secondes, avec des demandes d'homologation de record faites lors de cinq de ces fois,,,.
Daniel Ferris, journaliste du journal Sporting Life, nomme Simpson et Ted Meredith, qui avait battu les records du monde pour les 400 mètres et 800 mètres, les meilleurs athlètes américains d'athlétisme de 1916.

### 1917
Simpson est nommé capitaine de l'équipe d'athlétisme des Tigers du Missouri pour l'année 1917. Il mène les Tigers à un autre titre de la Missouri Valley Conference, remportant le saut en longueur et les deux courses de haies (120 yards et 220 yards). Il remporte également les trois mêmes épreuves lors de la rencontre de la Conférence de l'Ouest, avec un temps de 24,2 secondes aux 220 yards haies, un record mondial pour cette distance sur piste courbée,.
Simpson est diplômé du de son école du Missouri à la fin de la saison 1917. Il est le premier lauréat Letterman d'un prix spécial pour ses notes et ses exploits sportifs. Il rate les championnats nationaux de 1917, mais est toujours nommé meilleur coureur de l'année dans la discipline des haies, à la fois de l'équipe sportive All-American comme de l'équipe collégiale All-American.

### Fin de carrière
Après la saison 1917, Simpson rejoint l'armée des États-Unis et participe au camp d'entraînement des officiers à Fort Sheridan. Il devient lieutenant et instructeur d'athlétisme pour la 91e division d'infanterie des États-Unis,. Il reprend la course de haies après la fin de la Première Guerre mondiale, remportant à la fois le 120 yard haies et 220 yard haies aux Jeux interalliés de 1919 à Paris,,. Il avait perdu contre son propre cousin le 120 yards haies, William Sylvester, lors des essais américains pour la rencontre, mais l'a battu aux Jeux. Le 7 septembre 1919, Simpson remporte le 120 yards haies battant l'ancien champion national Harold Barron aux Jeux Olympiques des Chevaliers de Colomb, compétition des forces armées tenue au Fort Dix. Cette année là, Simpson est le seul au monde a courir le 120 yards haies en 15,0 secondes. Une semaine plus tard, il remporte son deuxième titre de champion national du 120 yards haies en courant en 15,2 secondes et battant Kelly et Barron. Il gagne aussi le 220 yards haies en 24,4 secondes, son seul titre national dans cette discipline.

## Carrière d'entraîneur
Simpson devient l'entraîneur principal de piste de l'Université du Missouri après la saison 1919 ,. La fin de son cursus universitaire met fin à sa carrière d'athlète car l'athlétisme, encore à l'ère de l'amateurisme, ne permettait pas une professionnalisation,. Il reste au Missouri jusqu'en 1926. Ses élèves vedettes sont le champion olympique Jackson Scholz et le médaillé d'argent olympique Brutus Hamilton. Il guide Scholz avant même de devenir officiellement entraîneur. Il entraine également son propre frère Chauncey, qui devient plus tard entraîneur d'athlétisme, de football et de golf au Missouri,,. Les Tigers, entrainés par Simpson, ont remporté le championnat par équipe de la Missouri Valley Conference à deux reprises, en 1920 et 1925.
Après la saison 1926, Bob Simpson s'installe à l'Université de l'Iowa, où il entraîne l'équipe d'athlétisme jusqu'en 1937,. Ses étudiants vedettes sont cette fois les champions de mile Ray Conger et Ray Putnam,. En 1939, Simpson devient entraîneur et directeur sportif en Hongrie, où il reste pendant les années suivantes malgré le début de la Seconde Guerre mondiale,,.

## L'après course à pied
Simpson se réenrôle dans l'armée américaine en 1942 avec le grade de capitaine et est promu major en 1944. Après la guerre, il sert comme directeur d'athlétisme de l'armée en Europe. Il est rappelé aux États-Unis en 1948 pour entraîner les espoirs olympiques de l'armée de Terre et de l'armée de l'air à la base aérienne de Lackland à San Antonio,,. Simpson reste actif dans l'athlétisme en tant qu'officiel de compétition après avoir quitté l'armée en 1950.
Il décède à Los Angeles, Californie, le 10 novembre 1974.

## Vie privée
Simpson épouse en mai 1918 Meryl Leavell, championne de tennis féminine à l'Université du Missouri,. Ils ont une fille nommée Phyllis et un fils nommé Robert.

## Héritage
Simpson est membre fondateur du National Track and Field Hall of Fame et du University of Missouri Intercollegiate Athletics Hall of Fame,. Il est intronisé au Missouri Sports Hall of Fame en 1963.